# Hoffmann Tamás (etnográfus)
Hoffmann Tamás (Budapest, 1931. május 29. – Budapest, 2007. december 31.) magyar etnográfus, muzeológus.

## Élete
1954-ben végezte el az Eötvös Loránd Tudományegyetem Bölcsészettudományi Kar muzeológia-néprajz szakát. A diploma megszerzése után magyarországi és külföldi egyetemeken tanított. 1969-től 23 éven át, 1992-ig a Néprajzi Múzeum főigazgatói tisztségét viselte. Ezzel párhuzamosan, 1972-től 1975-ig a Szabadtéri néprajzi múzeum vezetője, 1987-től és 1992-ig az Országos Múzeumi Tanács elnöke is volt. 1958-tól 1986-ig a Magyar Tudományos Akadémia agrártörténeti bizottságának titkára, 1986-tól 1990-ig alelnöke, 1992-től pedig az Európai Tudományos és Művészeti Akadémia tagja volt. Fő kutatási területe az agráretnográfia és az agrártörténet, ezen belül a feudalizmus korabeli agro- és zootechnikák, valamint az üzemszervezetek története Európában volt.

## Elismerései
- 1983 Premio internazionale Giuseppe Pitre–Citta di Palermo
- 1982 Móra Ferenc-emlékérem
- 2006 A Magyar Köztársasági Érdemrend tisztikeresztje

## Művei
Cikkei
Kb. 150 cikket jelentetett meg magyarországi és külföldi szakfolyóiratokban, publicisztikákat és tudományos filmforgatókönyveket is írt.
Könyvei
- A gabonaneműek nyomtatása a magyar parasztok gazdálkodásában; Budapest, Akadémiai Kiadó 1963
- Néprajz és feudalizmus; Budapest, Gondolat 1975
- Európai parasztok – A munka; Budapest, Osiris 1998 (ISBN 963379370X)
- Európai parasztok – Az étel és az ital; Osiris 2001 (ISBN 963-389-110-8)

## Külső hivatkozások
- Önéletrajza[halott link]